# Maurice Gandolfo
Maurice Gandolfo (ur. 4 listopada 1935 w Awinionie, zm. 24 października 2018 w Montluçon) – francuski kolarz przełajowy i szosowy, srebrny medalista przełajowych mistrzostw świata.

## Kariera
Największy sukces w karierze Maurice Gandolfo osiągnął w 1962 roku, kiedy zdobył srebrny medal w kategorii elite podczas przełajowych mistrzostw świata w Esch-sur-Alzette. W zawodach tych wyprzedził go jedynie Włoch Renato Longo, a trzecie miejsce zajął kolejny Francuz, André Dufraisse. Był to jednak jedyny medal wywalczony przez niego na międzynarodowej imprezie tej rangi. Był też między innymi jedenasty na mistrzostwach świata w Luksemburgu w 1961 roku oraz rozgrywanych rok później mistrzostwach świata w Cavarii. Kilkakrotnie zdobywał medale przełajowych mistrzostw kraju, lecz nigdy nie zwyciężył. Startował także na szosie, ale bez większych sukcesów. Nigdy nie wystąpił na igrzyskach olimpijskich. W 1965 roku zakończył karierę.